# Zbrodnia Zgierska
Zbrodnia Zgierska – publiczna egzekucja 100 Polaków (96 mężczyzn i 4 kobiet) przeprowadzona przez Niemców 20 marca 1942 roku na Placu Stodół w Zgierzu, największa na obszarze „Kraju Warty”.

## Historia
Mord był odwetem za zastrzelenie 6 marca 1942 r. dwóch gestapowców przez sierżanta WP Józefa Mierzyńskiego ze Zgierza w trakcie ujawniania przez niego miejsca ukrycia broni. Pomimo że Niemcy znali sprawcę, celem sterroryzowania narodu polskiego zastosowali zbiorową odpowiedzialność.
Na egzekucję hitlerowcy spędzili około 6 tysięcy mieszkańców Zgierza i okolicy, spośród których wybrano losowo 100 mężczyzn jako zakładników odpowiadających życiem za niezakłócony jej przebieg.
Ofiary przewieziono przede wszystkim z więzienia policyjnego – ale nieoficjalnie było to również więzienie do dyspozycji pobliskiego Gestapo (przy al. K. Anstadta) – przy ul. Sterlinga 16 w Łodzi oraz z więzienia na Radogoszczu w Łodzi. Kobiety przywieziono z więzienia kobiecego przy ul. Gdańskiej 13 w Łodzi, w tym żonę Józefa Mierzyńskiego – Joannę.
Na rozstrzelanie szli w siedmiu grupach (sześć grup po piętnaście osób), ostatnia liczyła dziewięć osób, setnym był inwalida zastrzelony w miejscu pochowania.
Wśród rozstrzelanych osób znaleźli się między innymi:
- Władysław Dzierżyński (ur. 1881) – profesor dr medycyny (neurolog, psychiatra), ordynator oddz. neurologicznego szpitala im. I. Mościckiego w Łodzi (1930–1939), pułkownik Wojska Polskiego w stanie spoczynku;
- Kazimierz Józef Kowalski (ur. 1902) – przedwojenny prezes Stronnictwa Narodowego;
- Jan Kacper Nowicki (ur. 27 grudnia 1901 w Pabianicach), szef Biura Informacji i Propagandy Okręgu Łódzkiego AK.

Ciała ofiar zostały zakopane na terenie lasu lućmierskiego w masowej mogile, którą dzień wcześniej wykopali więźniowie Radogoszcza w Łodzi. Oni też zostali użyci do zakopania zwłok.
Niedługo po wojnie została przeprowadzona ekshumacja ciał ofiar, o której zachowały się szczątkowe informacje, w wyniku której okazało się, że w nieustalonym czasie zostały one spalone. Odkryte szczątki pochowano w miejscu, gdzie obecnie znajduje się krzyż i pomnik. W czerwcu 2012 r. archeologowie z Instytutu Archeologicznego Uniwersytetu Łódzkiego przeprowadzili wstępne poszukiwania pierwotnej mogiły.

## Upamiętnienie

### Las Lućmierski
Miejsce pochówku ofiar egzekucji w lesie upamiętnia aranżacja plastyczna, natomiast przy pobliskiej szosie ze Zgierza do Ozorkowa (fragment drogi krajowej 91), stoi niewielki obelisk wskazujący to miejsce (obok tablica informacyjna z drogą dojścia do mogiły).

### Zgierz
Pierwszy – drewniany – pomnik na miejscu egzekucji powstał w 1945 roku. W latach 50. zastąpił go betonowy w kształcie iglicy. Monument dłuta łódzkiego rzeźbiarza – Antoniego Biłasa został odsłonięty 28 września 1969 roku.
Z inicjatywy Towarzystwa Przyjaciół Zgierza 8 stycznia 1999 r. powołany został Społeczny Komitet Renowacji Pomnika Stu Straconych, którego zadaniem było odnowienie zniszczonego przez czynniki atmosferyczne monumentu. Prace, które rozpoczęto w 1999 r. (roboty remontowe pomnika), zakończono w 2002 r. (zagospodarowanie Placu Stu Straconych). 22 października 2008 roku Społeczny Komitet Renowacji Pomnika Stu Straconych zakończył działalność.

## Lista rozstrzelanych
Akta Gestapo w Łodzi, znajdujące się w zespole Tajnej Policji Państwowej – Oddział w Łodzi, przechowywane obecnie w archiwum łódzkiego oddziału Instytutu Pamięci Narodowej dostarczyły nowych informacji o liście rozstrzelanych w Zgierzu. Pozwoliły one zweryfikować część nazwisk, dopisać dodatkowe, uzupełnić brakujące imiona czy daty urodzenia w stosunku do wcześniej sporządzonego wykazu nazwisk pomordowanych.

## Proces
W lipcu 1946 r. doszło m.in. do procesu jednego z nadzorców więzienia przy ob. ul. S. Sterlinga 16 w Łodzi, volksdeutscha – Reinholda Fraszke, oskarżonego wg publikacji prasowej m.in. o to, że „eskortował grupę 100 osób przewożonych w marcu 1942 r. z więzienia przy ul. Sterlinga do Zgierza, gdzie zostali przez Niemców rozstrzelani”. Został skazany na karę śmierci. Wyrok prawdopodobnie został wykonany.